# Préaux, Mayenne
Préaux är en kommun i departementet Mayenne i regionen Pays de la Loire i nordvästra Frankrike. Kommunen ligger i kantonen Grez-en-Bouère som tillhör arrondissementet Château-Gontier. År 2022 hade Préaux 161 invånare.

## Befolkningsutveckling
Antalet invånare i kommunen Préaux
| Referens: INSEE |